# Loricariichthys ucayalensis
Loricariichthys ucayalensis is een straalvinnige vissensoort uit de familie van de harnasmeervallen (Loricariidae). De wetenschappelijke naam van de soort is voor het eerst geldig gepubliceerd in 1913 door Charles Tate Regan.